# Casa Nova de Fàbregues
La Casa Nova de Fàbregues és una obra de Viladrau (Osona) inclosa a l'Inventari del Patrimoni Arquitectònic de Catalunya.

## Descripció
És un edifici civil (residencial) de planta rectangular (13x15), coberta a dues vessants, amb el carener paral·lel a la façana situada a migdia; consta de planta i dos pisos. La façana S presenta un portal d'arc rebaixat, amb la dovella central datada (1891), i cinc finestres de mides diverses a la planta; dos balcons i tres finestres al primer pis; i quatre finestres al segon; la capella adossada a la façana E presenta, en aquesta part, portal d'arc apuntat amb dovella central datada (1816), òcul i espadanya (1944). La façana E presenta el cos adossat de la capella i dues finestres a la planta; dues finestres al primer pis, i cinc badius al segon. La façana N, dos portals i quatre finestres a la planta, tres finestres i dos balcons al primer pis, i cinc finestres al segon. La façana O, un portal i dues finestres a la planta, tres balcons al primer pis, quatre finestres al segon, i un òcul sota el carener. La casa està situada prop de la confluència d'un petit torrent, amb la riera Major en un sector enlairat, i rodejada de murs de pedra coronats amb reixes de ferro. Al sector S-O hi ha una caseta de nines, i un petit canal que mena aigua corrent a un safareig.

## Història
Antic mas que probablement formava part dels 82 masos que existien en el municipi pels volts de 1340, segons que consta en els documents de l'època. El trobem registrat en els fogatges de la "Parròquia i terme de Viladrau fogajat a 6 de octubre de 1553 per Joan Masmiguell balle com apar en cartes 230", juntament amb altres 32 que continuaven habitats després del període pestes, on consta un tal "Joan Montanyà al molí den Fabregues". Tenim constància que aquest mas, juntament amb altres quatre de la rodalia, va pertànyer a la Parròquia de Vilalleons.